# Kraftverkehrsgesellschaft Dreiländereck

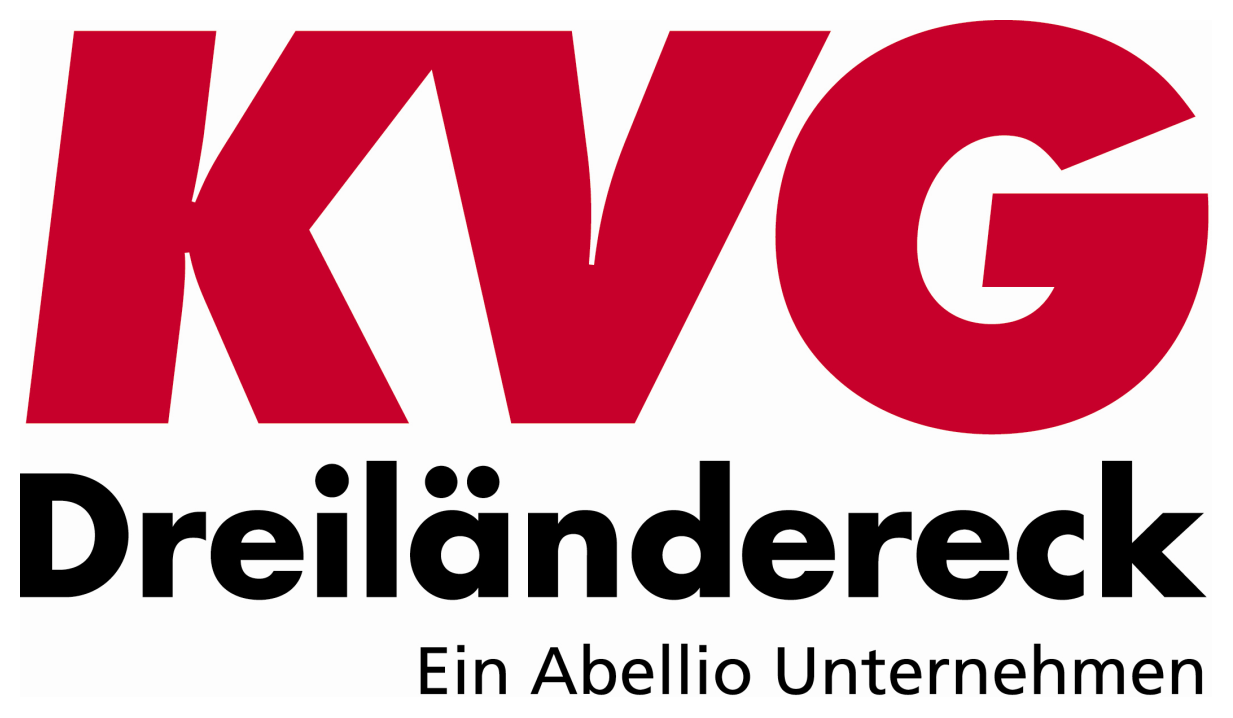
Logo bis 2014

Die Kraftverkehrsgesellschaft Dreiländereck mbH (KVG) ist ein Unternehmen des öffentlichen Personennahverkehrs (ÖPNV), das bis 2023 den Regionalbusverkehr im südlichen Landkreis Görlitz sowie den Stadtverkehr in Löbau und in Zittau bereitstellte. Seitdem ist es nur noch mit seiner Tochtergesellschaft OSL Bus GmbH im ÖPNV aktiv.
Das Unternehmen ist im Verkehrsverbund Oberlausitz-Niederschlesien (ZVON) organisiert und gliedert sich in die Standorte Löbau, Großschönau und in den Hauptstandort Zittau.

## Geschichte
Das Unternehmen wurde erstmals im Jahr 1924 in Zittau gegründet, es bestand bis ins Jahr 1949. Im Jahr 1953 übernahm der VEB Kraftverkehr Zittau weite Teile des Unternehmens. 1964 wurde der Kraftverkehr Eibau an den Kraftverkehr Zittau angegliedert. Nach dem Zusammenbruch der DDR und der politisch-wirtschaftlichen Wende in den Jahren 1989/90 entstand das Unternehmen im Jahr 1996 durch Zusammenschluss der nach der Wende neu gegründeten Unternehmen Verkehrsgesellschaft Löbau (VGL) und der Zittauer Verkehrsgesellschaft (ZVG) wieder neu. 2005 verkaufte der Landkreis Löbau-Zittau die KVG an Abellio Deutschland. Das Unternehmen unterzeichnete im Jahr 2005 mit dem Landratsamt des Landkreises Löbau-Zittau den Verkehrsvertrag und ist seitdem ein Partnerunternehmen im Verkehrsverbund Oberlausitz-Niederschlesien (ZVON).
Am 8. Mai 2012 wurde durch den Technischen Ausschuss des Landkreises Görlitz bekannt gegeben, dass die KVG die Ausschreibung für Linienbus- und Schülerverkehr im südlichen Teil des Landkreises Görlitz inklusive der Stadtbuslinien in Löbau und Zittau gewonnen hat. Die KVG betreibt ihre Buslinien daher weiterhin bis mindestens 2022. Am 1. November 2012 wurde der entsprechende Verkehrsvertrag zwischen dem Landkreis Görlitz und der KVG unterzeichnet.
Nachdem im Oktober 2014 ein Verkauf der KVG an die Regionalbus Oberlausitz GmbH (RBO) geplant war, wurde diese dann letztlich durch die RBO-Muttergesellschaft Rhenus Veniro zu einer unbekannten Summe gekauft.
Nach Beteiligung an der entsprechenden Ausschreibung erhielt die KVG Dreiländereck im Dezember 2016 den Zuschlag für die Buslinien im Brandenburger Landkreis Oberspreewald-Lausitz. Die Verkehrsleistungen wurden zum 1. August 2017 für zehn Jahre übernommen. Dafür wurde die Tochtergesellschaft OSL Bus GmbH gegründet.
Nach der Betriebseinstellung der Niederschlesischen Verkehrsgesellschaft (NVG) übernahm die KVG Dreiländereck ab Januar 2018 einen Teil der bisherigen Fahrten der NVG im Norden des Landkreises Görlitz als Subunternehmer für Regionalbus Oberlausitz.
Im Auftrag des Landkreises Görlitz wurde vom 10. Juni 2018 bis zum Saisonende 2019 an Wochenenden erstmals seit Ende des Zweiten Weltkrieges eine grenzüberschreitende Buslinie über das Zittauer Gebirge angeboten. Drei Fahrten der an Wochenenden bisher nur bis Lückendorf fahrenden Linie 6 wurden dazu nach Petrovice (Petersdorf) verlängert. Dort bestand jeweils Anschluss an die tschechische Buslinie nach Jablonné v Podještědí (Deutsch Gabel).
Die Kraftverkehrsgesellschaft Dreiländereck GmbH ist seit Januar 2019 Teil der internationalen Transdev-Gruppe, nachdem die Rhenus Veniro Teil von deren deutscher Gesellschaft Transdev GmbH wurde.
Im Januar 2021 strukturierte der Landkreis Görlitz das Liniennetz im Bediengebiet der KVG Zittau um, was die Einführung flächendeckender Taktfahrpläne bewirkte, die auf die Regionalzüge in Zittau und Löbau mit Anschluss an den Fernverkehr vom Bahnhof Dresden-Neustadt abgestimmt sind. Weiteres Element dieser Angebotsänderung war die Einführung der PlusBus-Linien 10, 30 und 50 sowie von TaktBus-Linien.
Im Zuge der europaweiten Ausschreibung der Busverkehrsleistungen im Landkreis Görlitz unterlag die Kraftverkehrsgesellschaft Dreiländereck GmbH der DB Regio Bus Ost GmbH in einem langwierigen Vergabeverfahren. Gleichzeitig verlor die Regionalbus Oberlausitz, die die Buslinien im nördlichen Teil des Kreises betreibt und für die die KVG Dreiländereck teilweise als Subunternehmer verkehrt, ebenso das Vergabeverfahren in diesem Bereich gegen das Unternehmen Moveas. Somit verlor die KVG Dreiländereck zum 1. Juli 2023 ihre gesamten Verkehre im Landkreis Görlitz. Die KVG hatte sich daraufhin auf Subunternehmerleistungen des neuen Betreibers beworben, aber auch hier keinen Zuschlag erhalten.

## Fahrzeuge

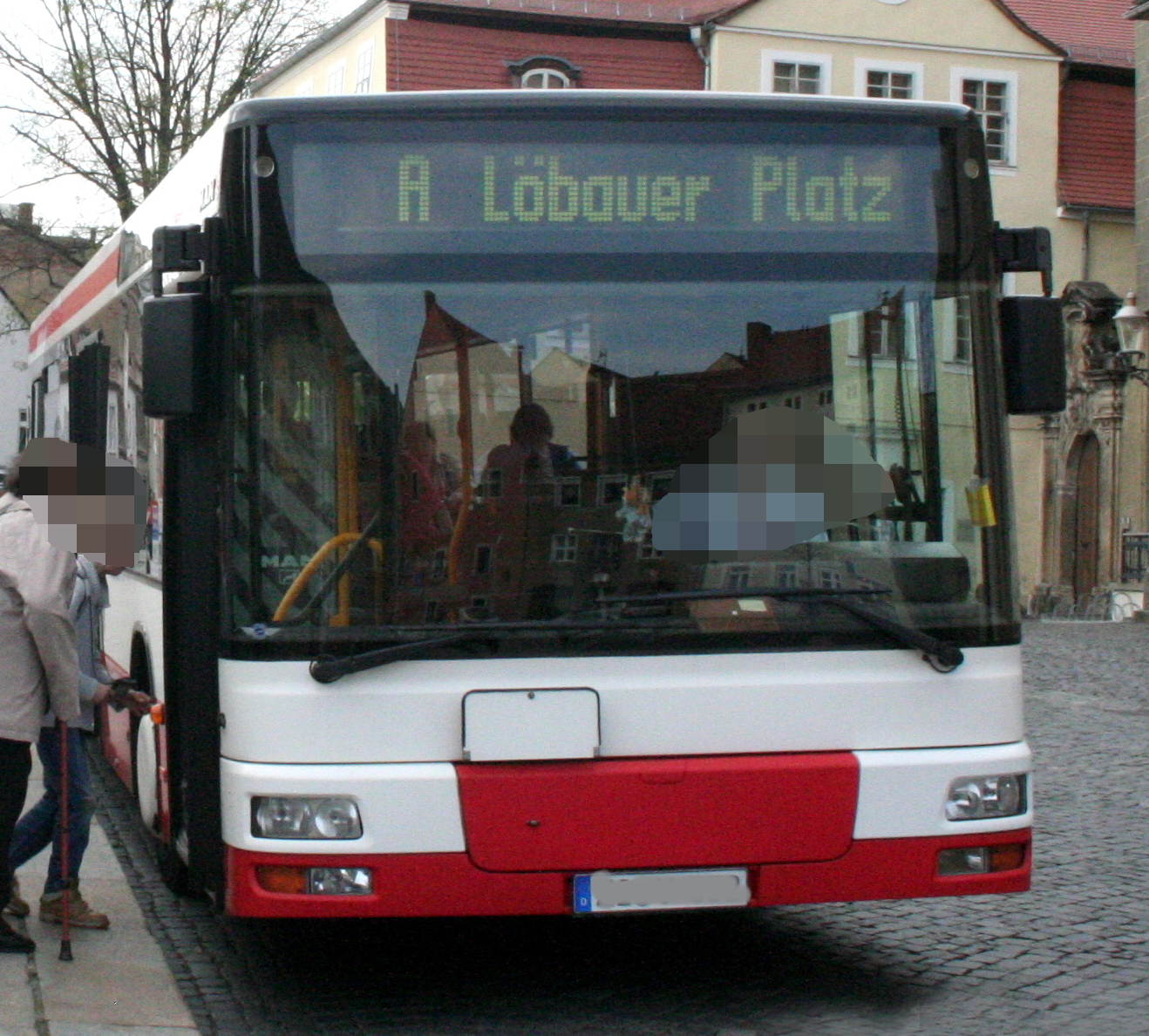
MAN-Stadtbus der Kraftverkehrsgesellschaft Dreiländereck in Zittau

Durch die KVG Dreiländereck werden Busse der Typen MAN Lion’s City (A21 und A23), MB Citaro (C1 und C2 in unterschiedlichen Solo- und Gelenkausführungen), MB Integro, MB Sprinter (Kleinbus), Volvo 8700, Volvo 8700 LE und Iveco Crossway LE eingesetzt. Einige Linienfahrten lässt die KVG durch Subunternehmen mit deren Fahrzeugen durchführen. Im Fahrzeugbestand der KVG sind als historische Fahrzeuge ein Ikarus 263 sowie ein IFA H6B/L vorhanden.
Langfristig wollte die KVG Dreiländereck von 2012 bis 2022 insgesamt 54 Busse beschaffen, um ihren Fuhrpark zu erneuern. Einen Teil davon sollten gebraucht übernommene Busse, den anderen neue Busse bilden.
Die KVG war das letzte deutsche Verkehrsunternehmen, das noch planmäßig einen Ikarus 280.03 im Linienverkehr einsetzte. Der Bus absolvierte am 31. August 2010 seine letzte Einsatzfahrt.
Größtenteils tragen die Fahrzeuge der KVG eine weiß-rote Lackierung. Einige gebraucht von der Verkehrsgesellschaft Mittelhessen gekaufte Busse tragen abweichend eine blaue oder grüne Lackierung.
Alle KVG-Fahrzeuge sind in ein Nummernschema eingeordnet, die Fahrzeugnummer des Busses entspricht der Zahl auf dem Kennzeichen. Die seit August 2008 angeschafften Fahrzeuge tragen ein GR-Kennzeichen des Landkreises Görlitz. Ältere Busse sind mit LÖB- und ZI-Kennzeichen der ehemaligen Landkreise Löbau und Zittau, später Löbau-Zittau, unterwegs.

## Tochtergesellschaften

### OSL-Bus
Die OSL Bus GmbH ist  für den Öffentlichen Personennahverkehr als Subunternehmen der KVG Dreiländereck im Landkreis Oberspreewald-Lausitz zuständig.
Der Sitz des Unternehmens ist in Senftenberg.